# شنديت

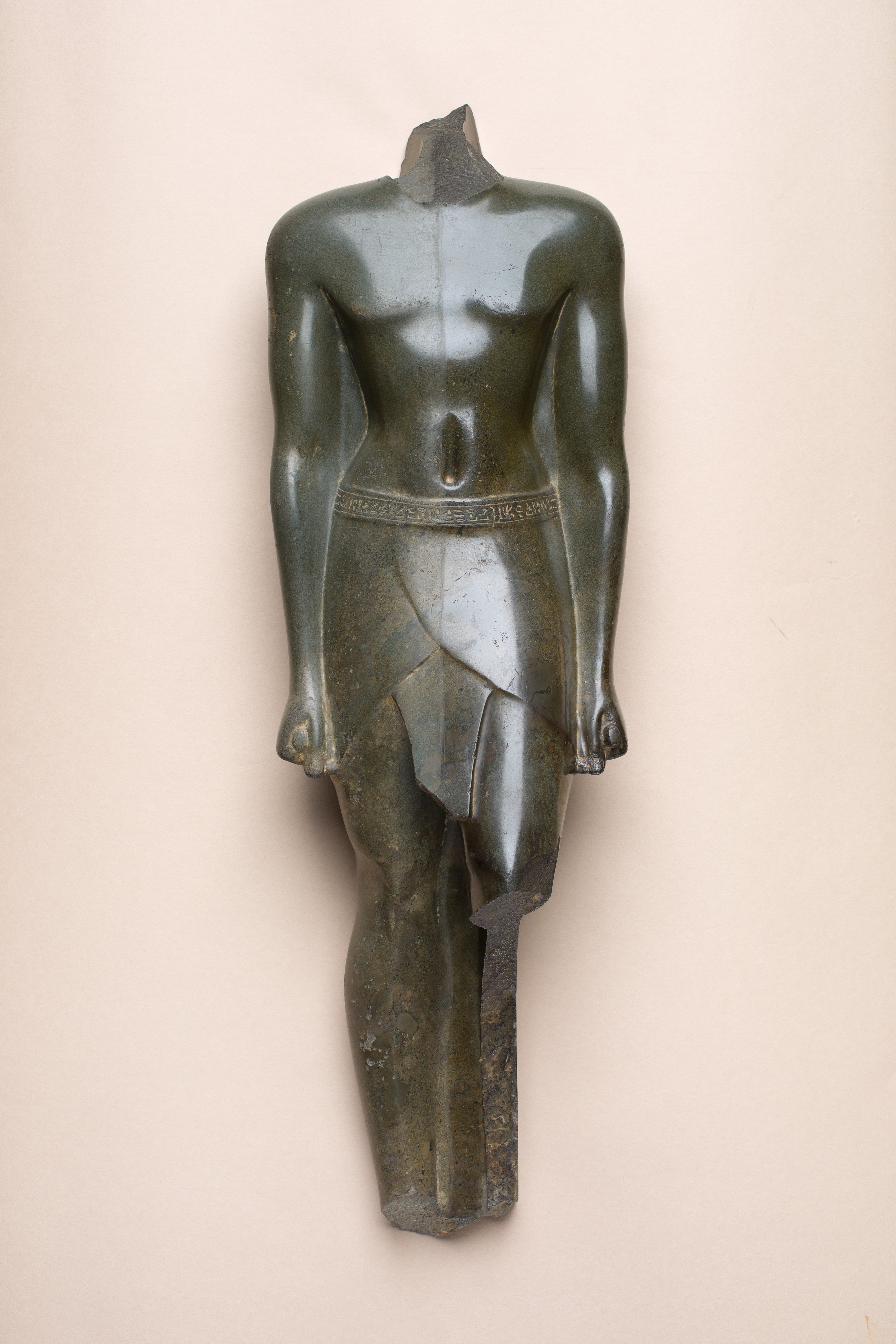
تمثال تجا هاب إيمو يرتدي شنديت، متحف المتروبوليتان للفنون

الشنديت هو ثوب يشبه التنورة كان يرتدى في مصر القديمة. كان مصنوعًا من القماش وكان يُلبس حول الخصر، ويمتد عادةً إلى ما فوق الركبتين. صُور الشنديت على ملوك مصر القديمة والآلهة والعامة في مجموعة متنوعة من المواقف في الأعمال الفنية المصرية.قوارب دهشور

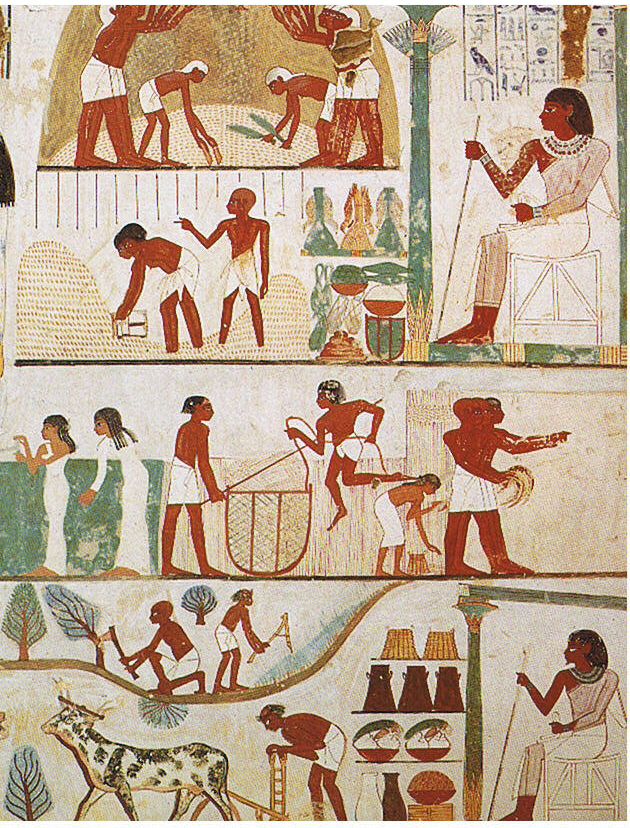
جدارية تُظهر الزراعة وأزياء النساء والرجال من مختلف الفئات الاجتماعية في مصر القديمة. من حجرة الدفن الرسمية في نخت TT52 من القرن الخامس عشر قبل الميلاد، والتي تقع بالقرب من وادي الملوك

قد يكون شنديت تكيفًا لتنانير الصيد المبكرة التي سمحت بحرية الحركة لمن يرتديها. ارتدى أعضاء الجيش نسخة من شنديت ، لأنهم سيحتاجون أيضًا إلى حرية الحركة في المعركة. كانت الشنديت التي يرتديها أولئك الذين هم في مرتبة أو فئة أعلى مصنوعة من مواد أفضل.
| S26 · X1 |

| S26 · X1 |

ثورة
تتكون هذه النقبة من قطعة طويلة من القماش المستطيل المصنوع من قماش الكتان باللون الأبيض أو البني الفاتح، ملفوفة حول خصر الرجل ومثبتة بحزام أو وشاح، وعادة ما يكون مصنوعًا أيضًا من القماش. كانت هناك بعض الاختلافات ولكن بشكل عام، كان القماش ملفوفًا عدة مرات حول البطن، ويمر بين الأرجل ويعقد من الأمام، عند ارتفاع الوركين، ليتم تعديله إذا لزم الأمر بحزام.
بينما كان يرتدي خلال المملكتين القديمة والوسطى فوق الركبتين ، خلال الإمبراطورية المصرية (1550 قبل الميلاد - 1077 قبل الميلاد) تطور الشنديت وأصبحت أكثر تعقيدًا ، مع الطيات وللشخصيات ذات الرتبة العالية ، يظهر الشنديت مزدوج بنوع من ساحة مثلثة ذات طيات يمكن تزيينها بعناصر رمزية مثل الكوبرا واللون. كما يمكن رؤيته في فن هذا الوقت ، في بعض الحالات ، يرتدي الرجال الميسورون تنانير طويلة شفافة أو سترات فوق الشنتية الكثيفة.
تم العثور على تمثيلات لا حصر لها من الشنديت في المنحوتات واللوحات أو الكتابة الهيروغليفية المصرية منذ بداية فن عصر الأسرات المبكرة ، وأول ما عرف في لوحة نارمر الشهيرة، التي حملها الملك نفسه. ولكن ليس فقط في الملوك ، ولكن أيضًا في الآلهة والنبلاء والعامة. في حالة الشنديت الملكي، كان يلبس أحزمة يظهر عليها اسمه أو شارة ملكية ويرتدي ما يميزه عن غيره وهو ذيل أسد مقيد من الخلف رمزاً لقوته كتذكير. من تقاليد الصياد القديمة في عصور ما قبل التاريخ.
ربما كان شنديت تطورًا للتنانير الأولى المصنوعة من جلد الحيوانات التي استخدمها سكان مصر البدائيون، مما أتاح لهم حرية الحركة لممارسة الصيد. في وقت لاحق، يفضل استخدام مواد أخرى، مثل الكتان.

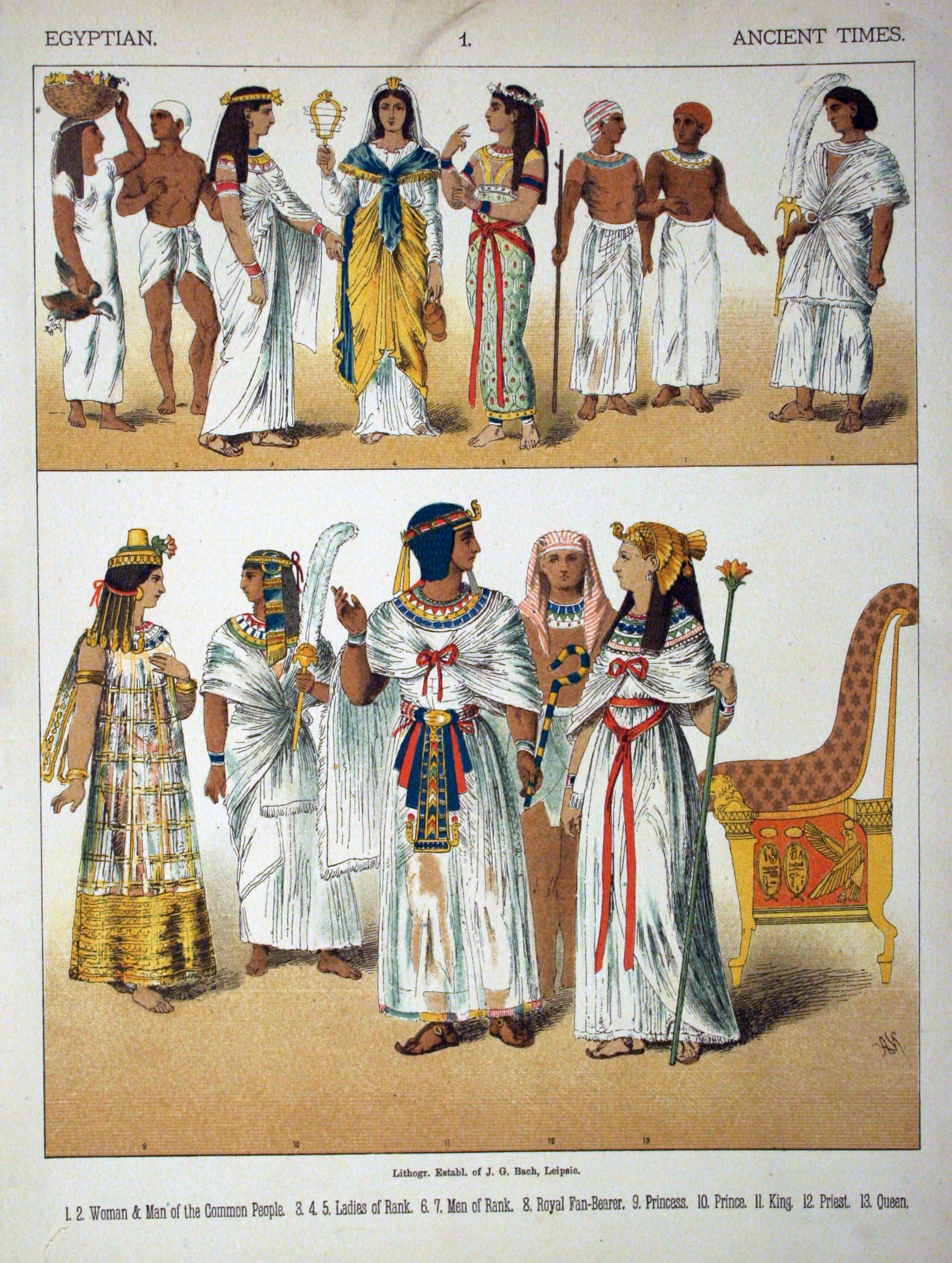
الأزياء المصرية القديمة ، بما في ذلك أنواع مختلفة من الحمالات ، صنعت في "أزياء كل الأمم" من عام 1882
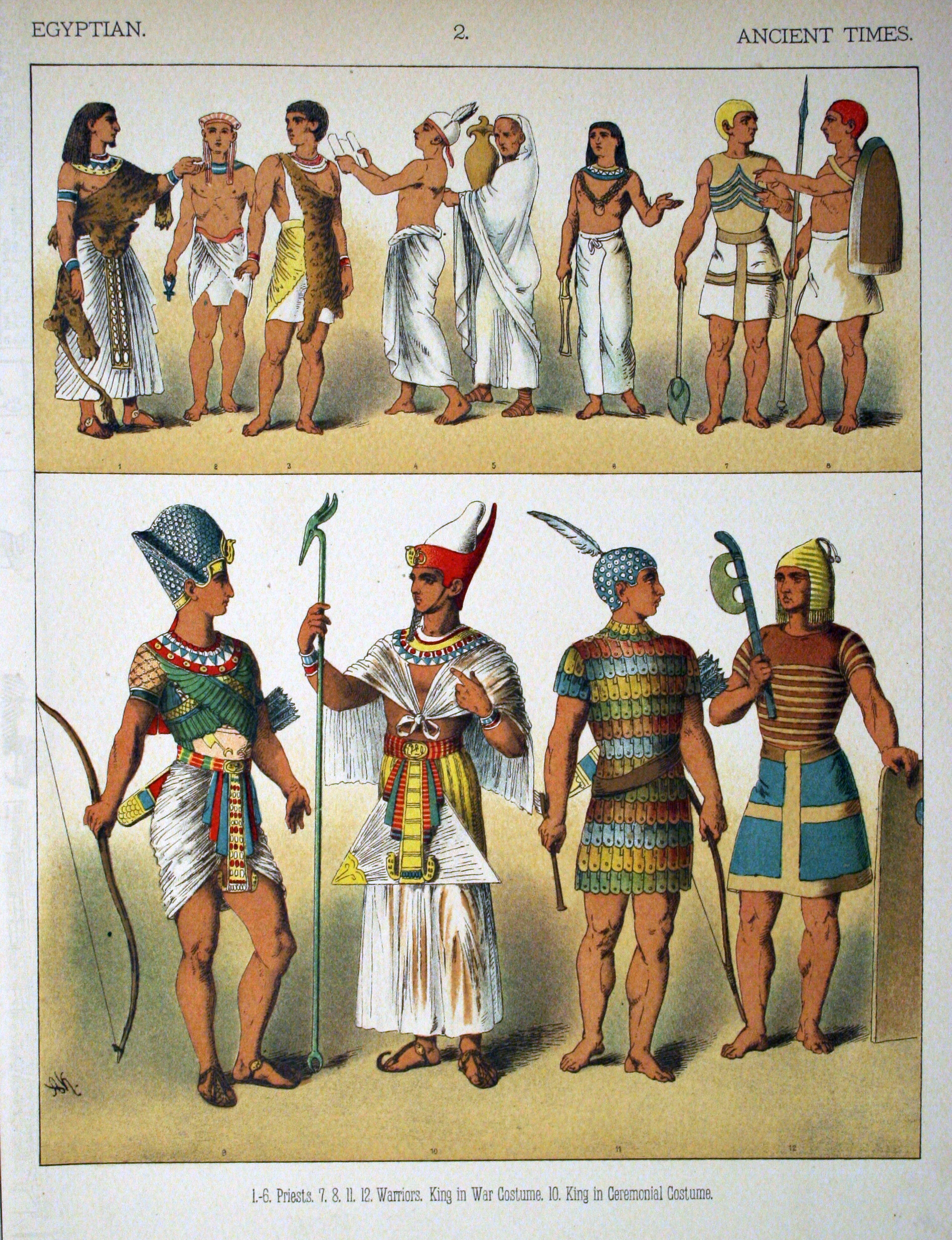
الأزياء المصرية القديمة ، بما في ذلك أنواع مختلفة من الحمالات ، صنعت في "أزياء كل الأمم" من عام 1882

## معرض

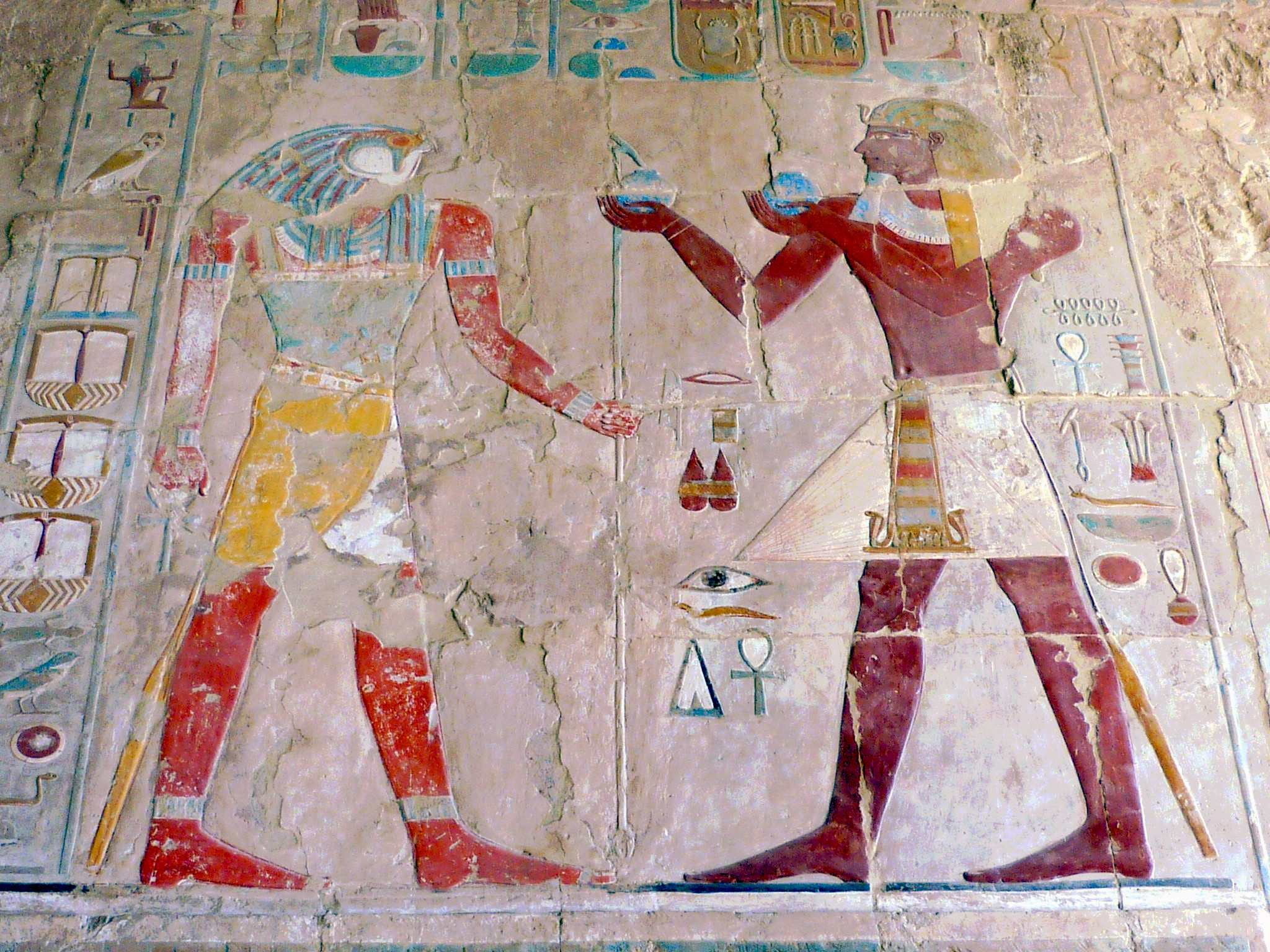
نقش بارز في مصلى أنوبيس في معبد حتشبسوت في الدير البحري (مقبرة طيبة) يظهر الملك تحتمس الثالث ، الذي حكم 1479 ق.م - 1427 ق.م ، مع قربان الإله سكر (برأس صقر). كلاهما يرتديان تنانير قصيرة مع أحزمة. حزام الملك صلب ، مطوي جزئيًا وله قلادة ملونة مع الصل في المقدمة. بخلاف ذلك ، كان يرتدي نمس، عباءة ملكية، على رأسه.
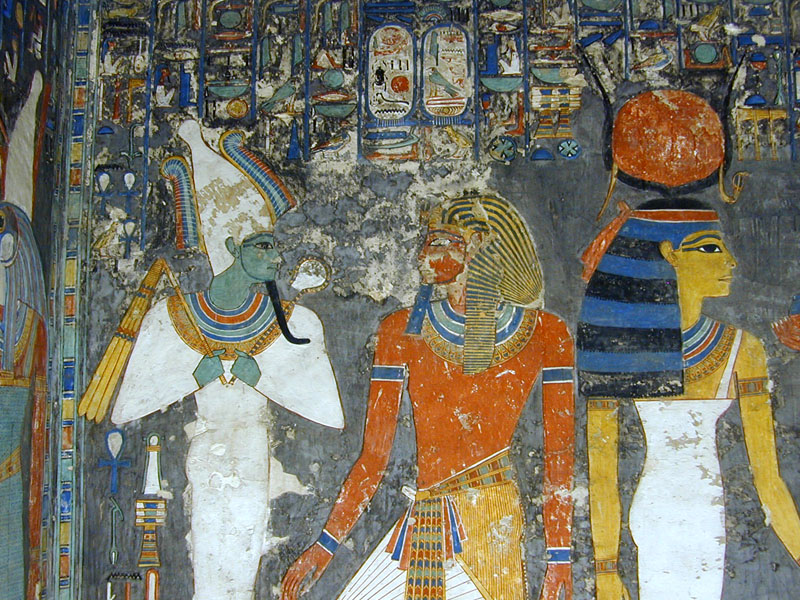
قسم من الأفاريز في مقبرة حورمحب بوادي الملوك شرقي طيبة في القرن الرابع عشر قبل الميلاد: حورمحب (رقم خمسة من اليسار) مع الآلهة أوزوريس (جالسًا مع التاج الأبيض)، أنوبيس (برأس ابن آوى) و حورس (برأس الصقر) وإلهة الخصوبة حتحور. كان حورمحب آخر ملوك الأسرة المصرية الثامنة عشر وأعاد عبادة آمون. يرتدي العديد منهم الشنديت، بينما ترتدي المرأة فستان الكلاسيريس.
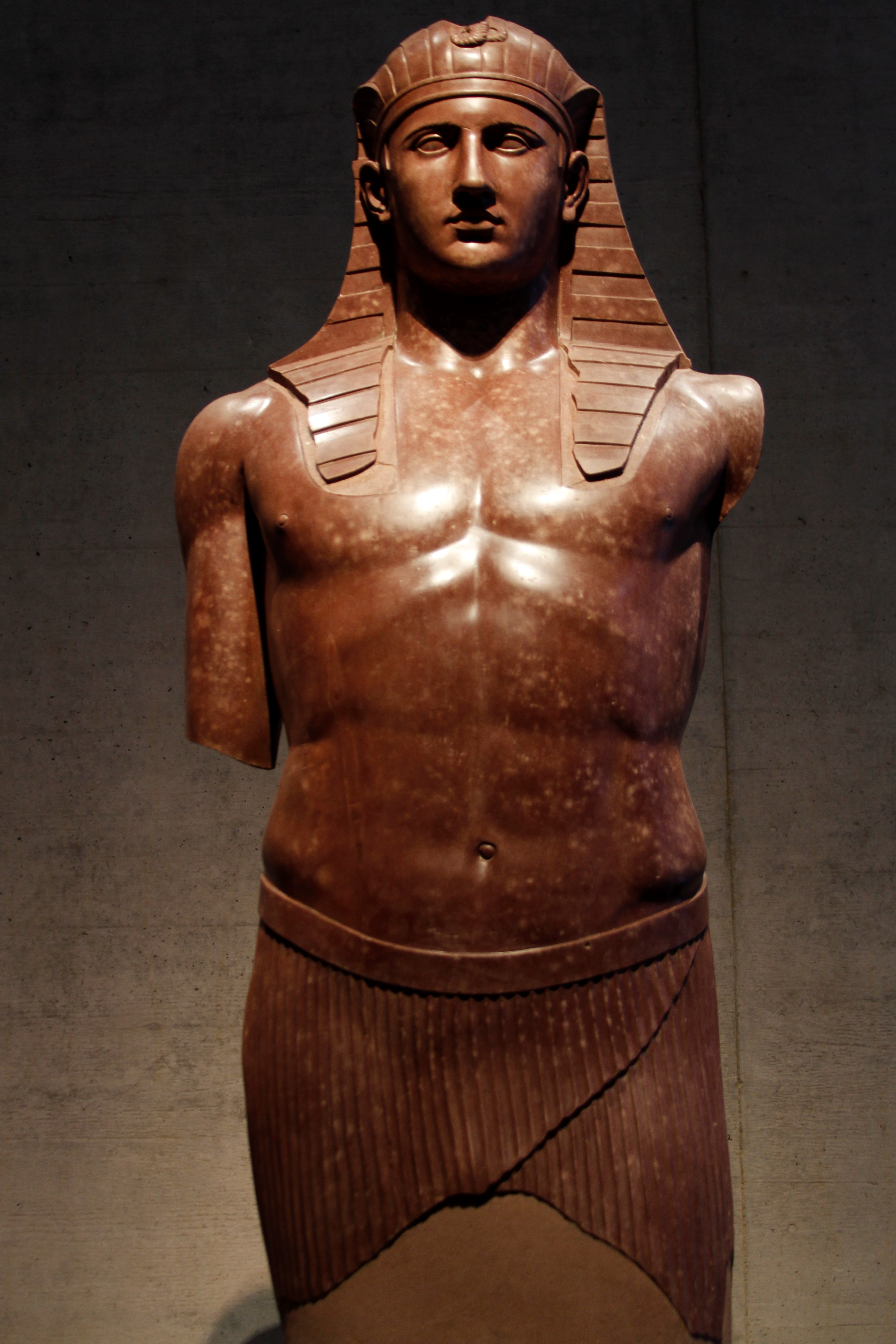
روماني يرتدي الشنديت في مصر - المتحف المصري، ميونخ، ألمانيا
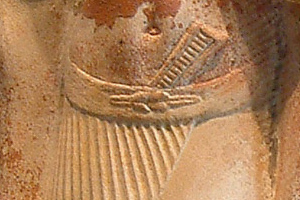
تفاصيل حياكة الشنديت للكاتب المفتش راهيركا (حوالي 2350 قبل الميلاد). متحف اللوفر.
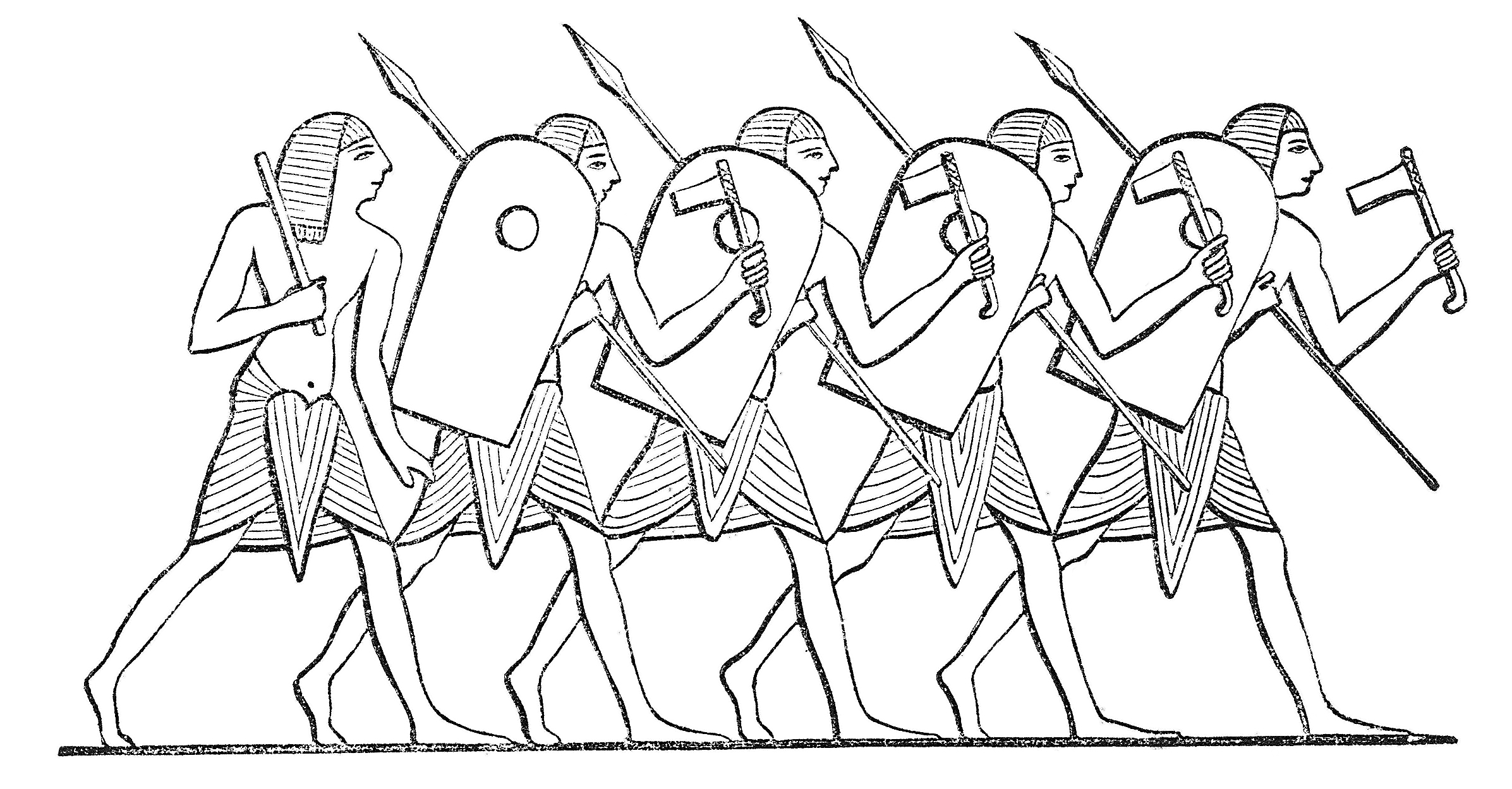
جنود مشاة مصريين قدماء ذو قطعة أمامية صلبة مميزة ، خات بخطوط، ودروع خشبية مرسومة بالجلد، ورماح وفؤوس معركة خفيفة.

## روابط خارجية
- ظهور الشنديت في الثقافة المصرية